# Христианство в Венесуэле

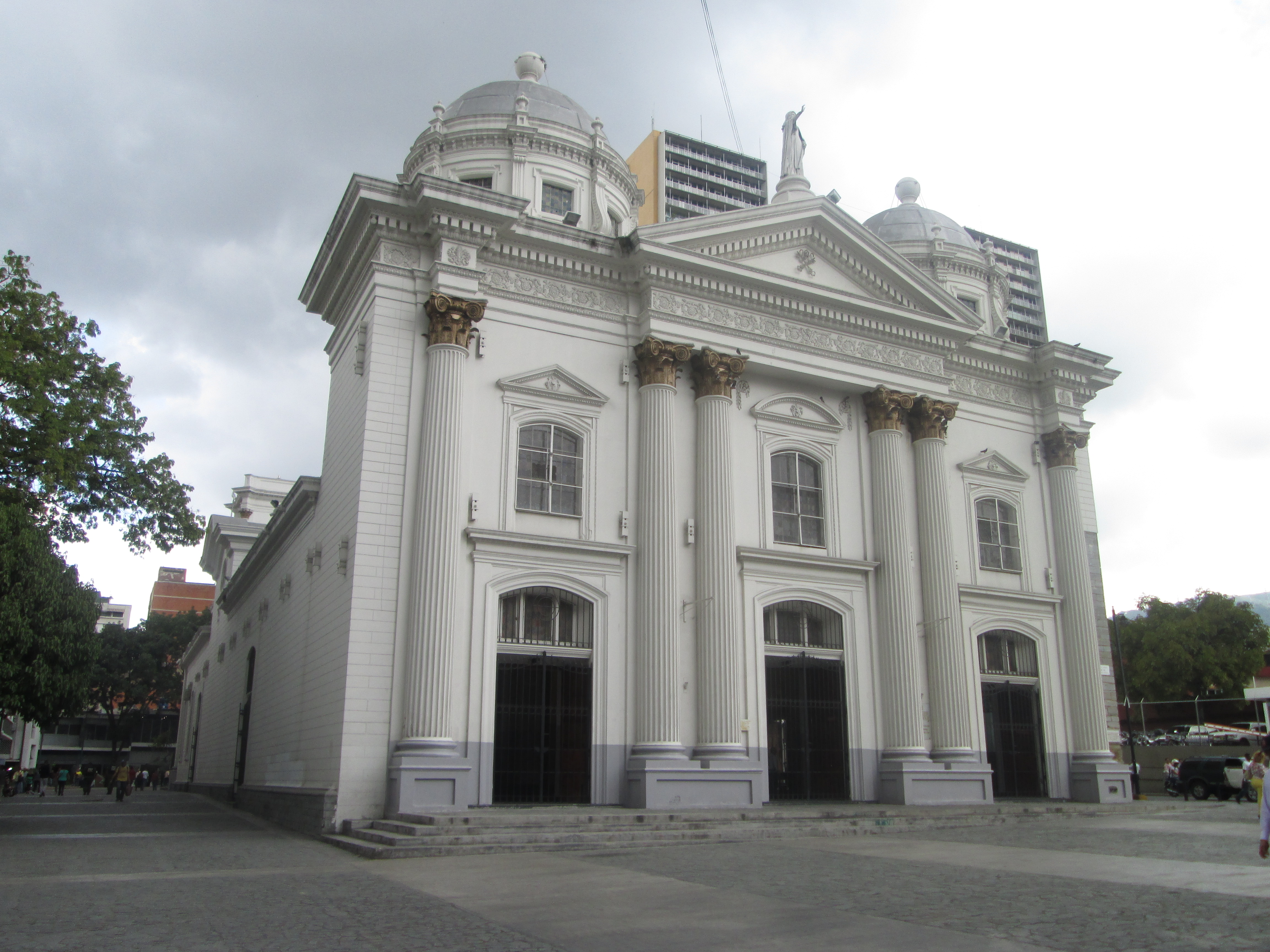
Базилика Святой Терезы в Каракасе

Христианство в Венесуэле — самая распространённая религия в стране.
По данным исследовательского центра Pew Research Center в 2010 году в Венесуэле проживало 25,89 млн христиан, которые составляли 89,3 % населения этой страны. Энциклопедия «Религии мира» Дж. Г. Мелтона оценивает долю христиан в 2010 году в 94,5 % (27,44 млн).
Крупнейшим направлением христианства в стране является католицизм. В 2000 году в Венесуэле действовало 14,5 тыс. христианских церквей и мест богослужения, принадлежащих 179 различным христианским деноминациям.
Помимо венесуэльцев, христианами также являются большинство живущих в стране итальянцев, португальцев, колумбийцев, испанцев, кубинцев, американцев, украинцев, поляков, армян и греков. В христианство обращены местные народы — гуахибо, инга, юкпа, мотилоны, большинство карибов, пемон, панаре и пуинаве. Христиане есть также среди вайю, варао, яномамо, пиароа, яруро, маку, однако более половины представителей этих народов по прежнему исповедуют местные традиционные верования.
В 1972 году в стране был создан Евангелический совет Венесуэлы, объединивший церкви консервативных евангельских христиан. По состоянию на 2015 год ни одна церковь Венесуэлы не входила во Всемирный совет церквей.